# Бомба (Кјети)
Бомба (итал. Bomba) је насеље у Италији у округу Кјети, региону Абруцо.
Према процени из 2011. у насељу је живело 682 становника. Насеље се налази на надморској висини од 419 м.

## Становништво
Према резултатима пописа становништва 2011. у општини је живело 885 становника.
| 1931. | 1936. | 1951. | 1961. | 1971. | 1981. | 1991. | 2001. | 2011. |
| ----- | ----- | ----- | ----- | ----- | ----- | ----- | ----- | ----- |
| 3.030 | 2.884 | 2.676 | 2.123 | 1.390 | 1.232 | 1.097 | 972   | 885   |